# Francis Baring (5e baron Ashburton)
Pour les articles homonymes, voir Francis Baring, Baring et Ashburton.
Francis Denzil Edward Baring (20 juillet 1866-27 mars 1938) est un pair et homme politique britannique.

## Jeunesse
Baring est le fils d'Alexander Baring (4e baron Ashburton), député de Thetford et de Leonora Caroline Digby. Il a quatre frères plus jeunes: Frederick Arthur Baring, Alexander Henry Baring, le lieutenant-colonel Guy Baring, député de Winchester, et Caryl Digby Baring (qui épouse Olive Alethea Smith, fille de Hugh Colin Smith).
Ses grands-parents maternels sont Edward Digby (9e baron Digby) et Theresa Fox-Strangways (fille aînée de Henry Fox-Strangways (3e comte d'Ilchester)). Ses grands-parents paternels sont Francis Baring (3e baron Ashburton) et Hortense Maret (fille de Hugues-Bernard Maret, duc de Bassano). Par l'intermédiaire de la famille de son père, il est membre de la Famille Baring et descendant de l'homme d'État américain William Bingham.

## Carrière
Il devient 5e baron Ashburton, d'Ashburton, Devon, le 18 juillet 1889 et prend son siège à la Chambre des lords. Il obtient le grade de major au service du Hampshire Yeomanry (Carabiniers).
En 1891, Baring est nommé lieutenant adjoint du comté de Southampton.

## Vie privée
Le 25 juillet 1889, il épouse Mabel Edith Hood, à l'église de St. George, rue de St. George, place de Hanover, Londres, Angleterre. Mabel est la fille aînée de Francis Hood, 4e vicomte Hood et d'Edith Lydia Drummond Ward. Avant sa mort, ils sont les parents de quatre filles et d'un fils:
- Venetia Marjorie Mabel Baring (1890–1937), demoiselle d'honneur de la reine Mary.
- Aurea Versa Baring (1891-1975), qui épouse le major Charles Balfour, petit-fils de Mark McDonnell, 5e comte d'Antrim
- Angela Mildred Baring (1893–1995), décédée célibataire.
- Violet Alma Madeline Baring (1895–1924), décédée célibataire.
- Alexander Baring (6e baron Ashburton) (1898–1991), qui épouse Doris Harcourt, la fille aînée de Lewis Harcourt (1er vicomte Harcourt)

Après la mort de sa première femme en 1904, il épouse l'actrice américaine Frances Donnelly, dont le nom de scène est «Frances Belmont», le 19 février 1906. Frances, l'un des sextuor originaux "Florodora " de 1901, est une fille de James Caryll Donnelly de New York.
L'un des plus grands plaisanciers de Grande-Bretagne, Lord Ashburton est mort d'une crise cardiaque à bord du RMS Queen Mary le 27 mars 1938.